# HTC One M9
O HTC One M9 é um smartphone Android fabricado e comercializado pela HTC. A terceira geração da linha One foi apresentado oficialmente em uma conferência de imprensa no Mobile World Congress (MWC), em 01 de março de 2015 e foi lançado a disponibilidade de varejo em 10 de abril de 2015. Ele é o sucessor do HTC One (M8).

## Especificações
O design do One (M9) é muito semelhante ao seu antecessor.
Apresenda um processador octa-core Qualcomm Snapdragon 810 com 3 GB de RAM, GPU Adreno 430, uma tela de 5 polegadas Full HD (1080p), e 32 GB de armazenamento interno (cerca de 9 GB é reservado para o Sistema Operacional).
O sensor de imagem UltraPixel foi disponibilizado na câmera frontal, sendo a câmera traseira de 20 megapixel, mais tradicional, com resolução 4K para gravação de vídeo.
Seus alto-falantes estéreo "BoomSound" agora usam áudio Dolby tuning. O HTC One (M9) está na versão 7.0 do Android Nougat, com a interface HTC Sense 8.